# Kévin Vauquelin
Kévin Vauquelin (Bayeux, França, 26 de abril de 2001) é um ciclista profissional francês que compete com a equipa Arkéa Samsic.

## Trajetória

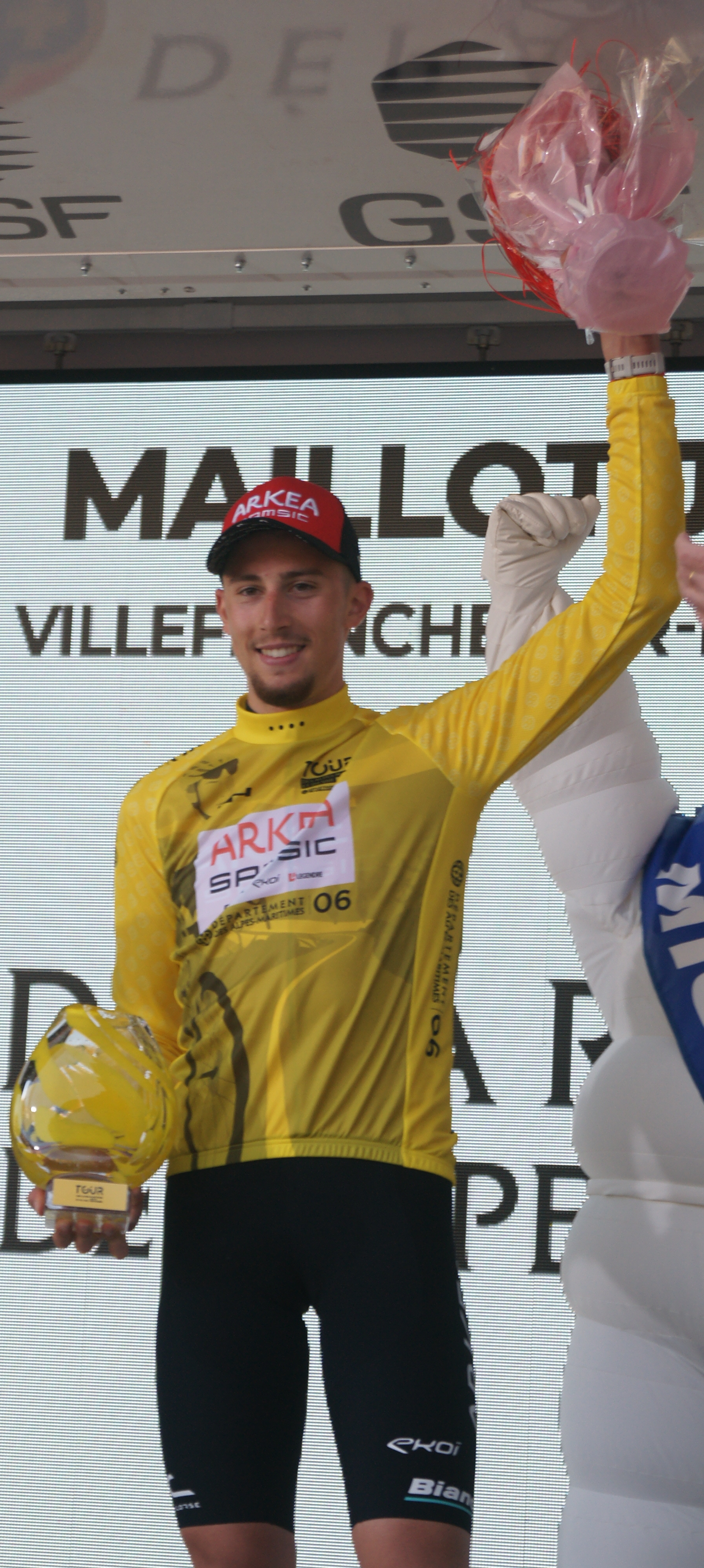
Kevin Vauquelin vencedor do Tour des Alpes-Maritimes e Var 2023

Depois de ter competido como stagiaire com o Arkéa Samsic durante 2020, em janeiro de 2021 fez-se oficial seu salto ao profissionalismo com esta mesma equipa em 2022. Em sua primeira temporada conseguiu vários postos de honra, destacando as segundas posições no Tour Poitou-Charentes em Nova Aquitania e o Volta ao Luxemburgo, e terminou no ano renovando seu contrato até 2025. A suas primeiras vitórias chegaram em 2023 no Tour dos Alpes Marítimos e de Var, corrida na que conseguiu vencer na primeira etapa e manteve a liderança para se levar também a classificação geral.

## Palmarés
- 2023
  - Tour dos Alpes Marítimos e de Var, mais 1 etapa
  - Tour de Jura

## Equipas
- Arkéa Samsic (stagiaire) (2020)[1]
- Arkéa Samsic (stagiaire) (2021)[1]
- Arkéa Samsic (2022-)